# Сержаніна Ірина Іванівна
Ірина Іванівна Сержаніна (біл. Ірына Іванаўна Сяржаніна; *5 грудня 1967, Любань, Мінська область, БССР — †18 вересня 1993, біля Гайнівки, Підляське воєводство, Польща) — білоруська художниця.

## Біографія
Батьки — Іван Михайлович та Людмила Іванівна Сержаніни. Через два роки сім'я Сержаніних переїхала у Солігорськ. В 1983 році вступила в Мінське художнє училище імені А. К. Глібова. Після закінчення навчання повернулась у Солігорськ, де протягом року працювала в школі вчителькою образотворчого мистецтва. В 1988 році вступила в Білоруський театрально-мистецький інститут на відділення живопису (керівник групи А. І. Козак). У 1989 році вийшла заміж за Руслана Вашкевича, в 1990 році в них народився син Арсеній. Після дворічного спільного сімейного життя Ірина Сержаніна та Руслан Вашкевич розлучилися.

## Творчість
В 1991 році відновила навчання у Білоруській академії мистецтв. Навчається в А. Матієвича, А. Марачкіна та інших. Для серії творів цього періоду характерне виразне спрямування творчих пошуків у бік захоплення пластикою кольору. Багато творчих ідей з'явилось під час студентських літніх практик в різних місцях Білорусі. Одне з них — містечко Свір (Мядельський район) відвідала влітку 1992 року у складі групи, яку очолював А. І. Козак. Разом з тим активно брала участь у різних творчих проектах та виставках: конференція студентсько-наукової творчості, виставка в складі творчої спілки «Погоня» (1992).
Влітку 1993 року вирішила знову поїхати і Свір. За короткий термін (близько одного місяця) створила серію пейзажів, які вирізняються чіткою своєрідною стилістикою та художніми якостями, що властиві майстрині.
Протягом літа проводила активну творчу діяльність, під час якої отримала пропозицію показати свої твори за кордоном; брала участь у виставках у Лейпцигу, Німеччині, та Польщі. У Біловежі, Польща, протягом двох тижнів брала участь у міжнародному пленері.
18 вересня, повертаючись додому на автомобілі, біля польсько-білоруського кордону з вини водія потрапила в аварію та загинула. Разом з Іриною Сержаніною загинула і художниця з Берестя Світлана Подоляк.
Похована на кладовищі у селі Дубеї біля Солігорська.

## Пам'ять
Восени та взимку 1993 року в Мінську були проведені дві посмертні виставки її творів. Твори художниці зберігабться у Художньому музеї Білорусі, приватних колекціях і у власності сім'ї Ірини Сержаніної. Місцезнаходження частини творів невідоме.